# 霧のミラノ
ミュージカル・ロマン「霧のミラノ」（きりのミラノ）は、柴田侑宏作・中村暁演出による宝塚歌劇団の芝居の演目。16場。朝海ひかる主演で雪組で上演。

## 上演期間
- 宝塚大劇場：2005年6月24日（金）- 8月1日（月）（新人公演：7月12日[2]）
- 東京宝塚劇場：2005年8月19日（金）- 10月2日（日）（新人公演：8月30日[2]）

## 概要
1850年代後半のイタリア。誇り高い貴族のオーストリアに対する抵抗と、ふと関わり合った令嬢との恋、二人の前に立ち塞がるオーストリア将校との確執を軸に、当時の耽美的ながら混乱するミラノで、様々な人間模様を繰り広げていく19世紀的ロマン。
併演作はショー『ワンダーランド』（作・演出：石田昌也）

## スタッフ
宝塚大劇場公演
- 作：柴田侑宏[3]
- 演出：中村暁[3]
- 作曲・編曲：西村耕次[3]、鞍富真一[3]
- 編曲：小高根凡平[3]
- 音楽指揮：矢部豊[3]
- 振付[3]：ANJU、若央りさ
- 装置：大橋泰弘[3]
- 衣装：任田幾英[3]
- 照明：勝柴次朗[4]
- 音響：加門清邦[4]
- 小道具：伊集院徹也[4]
- 効果：木多美生[4]
- 歌唱指導：岡﨑亮子[4]
- 演出助手：小柳奈穂子[4]
- 舞台進行[4]：中村兆成、森田智広、表原渉
- 制作：樫原幸英[4]

## キャスト
※「（）」の人物は新人公演キャスト
- ロレンツォ・クローチェ：朝海ひかる（凰稀かなめ）[5]
- フランチェスカ・マルティーニ[要出典]：舞風りら（晴華みどり）[5]
- カールハインツ・ベルガー：貴城けい（緒月遠麻）[5]
- ジャンバティスタ：水夏希（柊巴）[5]

- ルーカ：鈴鹿照（衣咲真音）[5]
- ノーラ：高ひづる（神麗華）[5]
- マッシモ・バレッティ：汝鳥伶（奏乃はると）[5]
- カウニッツ：飛鳥裕（白帆凜）[5]
- アルド：灯奈美（山科愛）[5]
- ジーナ：美穂圭子（舞咲りん）[5]
- コンサルヴィ夫人：有沙美帆（森咲かぐや）[5]
- ガブリオ：悠なお輝（宙輝れいか）[5]
- ピエトロ・マルティーニ：未来優希（真波そら）[5]
- ミランダ：愛耀子（大月さゆ）[5]
- ジャコモ：麻愛めぐる（大凪真生）[5]
- ボアルネ夫人：ゆり香紫保（花帆杏奈）[5]
- エルコレ・バローネ：壮一帆（沙央くらま）[5]
- レナート：水純花音（彩みづ希）[5]
- テルマ：澪うらら（穂月はるな）[5]
- エンマ：天勢いづる（涼花リサ）[5]
- クリスチャン・クライス：音月桂（大湖せしる）[5]
- モナ：麻樹ゆめみ（麻倉ももこ）[5]
- ミケーレ：貴船尚（祐輝千寿）[5]
- アンサルディ：沢音和希（葵吹雪）[5]
- シュレーゲル夫人：夏央小槇（華岡らら）[5]
- ジル：山科愛（早花まこ）[5]
- クレリア：舞咲りん（沙月愛奈）[5]
- カミーロ：奏乃はると（紫友みれい）[5]
- シーラ：花帆杏奈（鞠輝とわ）[5]
- ベッポ：柊巴（純矢ちとせ）[5]
- メノッティ：宙輝れいか（岬麗）[5]
- ガリアーニ：谷みずせ（彩夏涼）[5]
- オットー：凰稀かなめ（蓮城まこと）[5]
- ヘルマン：緒月遠麻（香綾しずる）[5]
- エヴェリーナ：晴華みどり（愛原実花）[5]
- レオナルド：沙央くらま（谷みずせ）[5]
- ペーター：大湖せしる（朝風れい）[5]